# Chotěbuz
Chotěbuz är en ort i Tjeckien. Den ligger i den östra delen av landet, 300 km öster om huvudstaden Prag. Chotěbuz ligger 348 meter över havet och antalet invånare är 1 050.
Terrängen runt Chotěbuz är huvudsakligen platt. Chotěbuz ligger uppe på en höjd.Runt Chotěbuz är det tätbefolkat, med 790 invånare per kvadratkilometer. Närmaste större samhälle är Havířov, 9,6 km väster om Chotěbuz. Runt Chotěbuz är det i huvudsak tätbebyggt.